# Badesi
Badesi – miejscowość i gmina we Włoszech, w regionie Sardynia, w prowincji Sassari. Graniczy z Trinità d’Agultu e Vignola, Valledoria i Viddalba.
Według danych na rok 2004 gminę zamieszkuje 1861 osób, 62 os./km².